# Fred Wheldon
George Frederick Wheldon, connu aussi sous Fred ou Freddie Wheldon (né le 1er novembre 1869 à Langley Green et mort le 13 janvier 1924) est un joueur de football et de cricket anglais.

## Biographie

### Football
Diamond Freddie Wheldon, commence par jouer pour le Birmingham City FC, puis au Football Alliance, en février 1890. Lors des six saisons suivantes, il ne manque qu'un seul match de championnat. En 1892-93, année de l'inauguration de la Football League Second Division, il inscrit 25 buts en 22 matchs, puis 20 buts la saison suivante, année où le club est promu. Après la relégation en 1895-96, Wheldon rejoint les champions d'Aston Villa pour £350.
Il est le meilleur buteur d'Aston Villa lors de sa première saison au club, puis le second meilleur buteur avec 21 buts en 1897-98.
Durant ses quatre saisons au club, il remporte quatre championnats dont un doublé (championnat-FA Cup) en 1896-97. Wheldon joue ensuite quatre matchs pour six buts avec l'équipe d'Angleterre.
À la fin de la saison 1899-00, il rejoint West Bromwich Albion pour £100, ce qui fait de lui le premier joueur à avoir évolué sous les couleurs des trois clubs majeurs de Birmingham. Il joue ensuite dans plusieurs autres clubs pendant de courtes périodes, et prend sa retraite en janvier 1907 à 37 ans.

### Palmarès
Small Heath FC
- Champion du Championnat d'Angleterre de football D2 (1) :
  - 1893.
- Meilleur buteur du Championnat d'Angleterre de football D2 (1) :
  - 1893: 25 buts.

Aston Villa FC
- Champion du Championnat d'Angleterre de football (3) :
  - 1897, 1899 & 1900.
- Meilleur buteur du Championnat d'Angleterre de football (1) :
  - 1898: 21 buts.
- Vainqueur de la FA Cup (1) :
  - 1897.